# Верхний Сианг
Верхний Сианг (англ. Upper Siang) — округ на севере индийского штата Аруначал-Прадеш. Административный центр — город Йингкионг. Площадь округа — 6188 км². На севере граничит с Тибетским автономным районом КНР. Округ расположен к востоку от реки Сианг, которая является основным течением Брахмапутры и спускается с Тибета.

## Население
По данным всеиндийской переписи 2001 года население округа составляло 33 363 человек. Уровень грамотности взрослого населения составлял 49,8 %, что ниже среднеиндийского уровня (59,5 %).
В регионе проживают многочисленные группы ади, которые исповедуют религию Доньи-Поло, и народ мемба, исповедующий тибетский буддизм.

## Экономика
В округе ведутся работы по созданию серии электростанций в рамках «Верхнесианского проекта гидроэлектрификации».